# Kakopetria
Kakopetria (in greco Κακοπετριά?) è un villaggio di Cipro di 1 198 abitanti, situato nel distretto di Nicosia.

## Geografia fisica
Kakopetria, circondata da fitti boschi, è ubicata in una valle presso la confluenza dei fiumi Kargotis e Garillis, i quali danno vita al fiume Klario, che attraversando la valle del Solea, sfocia nella baia di Morfou. In particolare la zona nuova del villaggio si trova nella parte orientale della valle, mentre la zona antica, si trova nella parte occidentale, tra i due fiumi.

## Origini del nome
Esistono due versioni sull'origine della denominazione Kakopetria. Potrebbe derivare da due parole greche, ossia kako che significa cattivo e petra che significa pietra. Seconda un'altra versione invece si narra che le coppie di sposi del villaggio solevano sedersi su una grande roccia, chiamata Petra tou Androgynou, situata nei pressi del ponte: tradizione vuole che questa roccia rotolò su una delle coppie e che prese il nome quindi di roccia cattiva.

## Storia
L'insediamento di Kakopetria, anche se menzionato per la prima volta dagli annalisti medievali, esisteva già prima della dominazioni dei Franchi. Inoltre, scavi condotti intorno al villaggio nel 1938, hanno dimostrato che la zona era già abitata tra il VI e il VII secolo: durante questi scavi vennero messi alla luce parti di un santuario, probabilmente dedicato ad Atena, come confermano i numerosi ritrovamenti di oggetti in terracotta che raffigurano la dea. Vennero ritrovate anche altre statuette, alcune raffiguranti Ercole, e oggetti in bronzo, come punte di lance o frecce: questi oggetti sono custoditi al Museo di Cipro a Nicosia.

## Monumenti e luoghi d'interesse

### Architetture religiose
- Chiesa di San Nicola del Tetto, risalente all'XI secolo, conserva un ciclo di affreschi realizzato tra l'XI e il XV secolo: insieme ad altri edifici della zona è stata dichiara Patrimonio dell'umanità dall'UNESCO nel 1985[2].